# Essay
Pour l’article ayant un titre homophone, voir Essai.
Essay est une commune française, située dans le département de l'Orne en région Normandie, peuplée de 543 habitants.

## Géographie
| Neauphe-sous-Essai | Boitron           | Boitron, Aunay-les-Bois |
| Bursard            | Essay             | Aunay-les-Bois          |
| Ménil-Erreux       | Neuilly-le-Bisson | Les Ventes-de-Bourse    |

### Hydrographie
La commune est située dans le bassin Loire-Bretagne. Elle est drainée par la Vézone, le ruisseau la Vézone, le Vande, la Paillerotte, le Berthe, le ruisseau de Sou et le ruisseau de la Fieffe,.
La Vézone, d'une longueur de 20 km, prend sa source dans la commune de Trémont et se jette  dans la Sarthe en limite de Hauterive et du Ménil-Brout, après avoir traversé huit communes. 

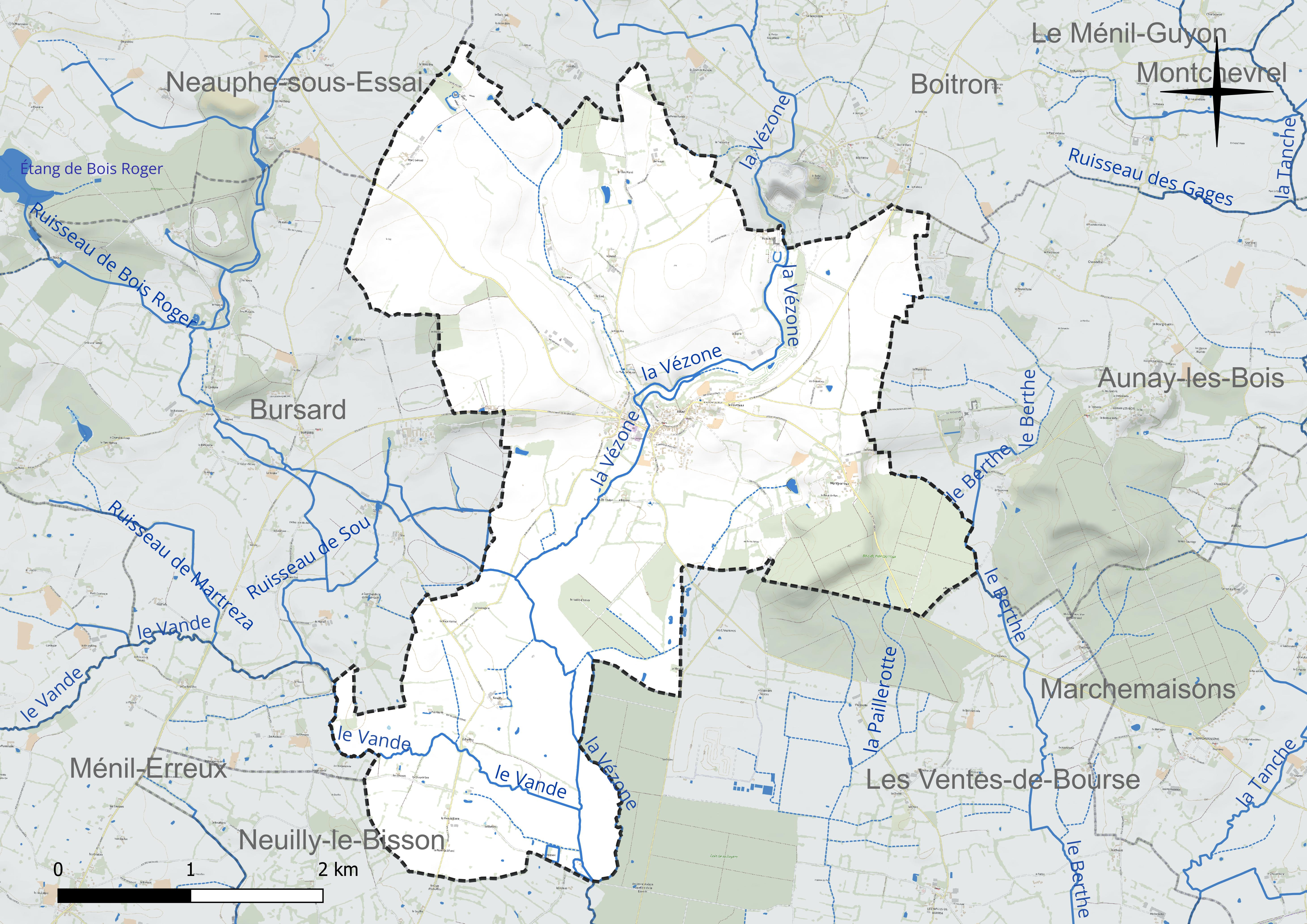
Réseau hydrographique d'Essay.

Le Vande, d'une longueur de 22 km, prend sa source dans la commune du Bouillon et se jette  dans la Vézone sur la commune, après avoir traversé sept communes. 

### Climat
Pour des articles plus généraux, voir Climat de la Normandie et Climat de l'Orne.
En 2010, le climat de la commune est de type climat océanique dégradé des plaines du Centre et du Nord, selon une étude du CNRS s'appuyant sur une série de données couvrant la période 1971-2000. En 2020, Météo-France publie une typologie des climats de la France métropolitaine dans laquelle la commune est exposée à un climat océanique altéré et est dans la région climatique Normandie (Cotentin, Orne), caractérisée par une pluviométrie relativement élevée (850 mm/a) et un été frais (15,5 °C) et venté. Parallèlement le GIEC normand, un groupe régional d’experts sur le climat, différencie quant à lui, dans une étude de 2020, trois grands types de climats pour la région Normandie, nuancés à une échelle plus fine par les facteurs géographiques locaux. La commune est, selon ce zonage, exposée à un « climat des plateaux abrités », se caractérisant par une pluviométrie et des contraintes thermiques modérées mais aussi, par effet de continentalité, des températures plus contrastées qu'au nord dans la plaine de Caen, avec communément 10 à 15 jours par an de plus de froid en hiver et de chaleur en été.
Pour la période 1971-2000, la température annuelle moyenne est de 10,3 °C, avec une amplitude thermique annuelle de 14 °C. Le cumul annuel moyen de précipitations est de 741 mm, avec 11,9 jours de précipitations en janvier et 7,4 jours en juillet. Pour la période 1991-2020, la température moyenne annuelle observée sur la station météorologique la plus proche, située sur la commune de Villeneuve-en-Perseigne à 10 km à vol d'oiseau, est de 10,8 °C et le cumul annuel moyen de précipitations est de 770,2 mm,. Pour l'avenir, les paramètres climatiques de la commune estimés pour 2050 selon différents scénarios d’émission de gaz à effet de serre sont consultables sur un site dédié publié par Météo-France en novembre 2022.

## Urbanisme

### Typologie
Au 1er janvier 2024, Essay est catégorisée commune rurale à habitat dispersé, selon la nouvelle grille communale de densité à sept niveaux définie par l'Insee en 2022.
Elle est située hors unité urbaine. Par ailleurs la commune fait partie de l'aire d'attraction d'Alençon, dont elle est une commune de la couronne,. Cette aire, qui regroupe 89 communes, est catégorisée dans les aires de 50 000 à moins de 200 000 habitants,.

### Occupation des sols
L'occupation des sols de la commune, telle qu'elle ressort de la base de données européenne d’occupation biophysique des sols Corine Land Cover (CLC), est marquée par l'importance des territoires agricoles (86,9 % en 2018), en diminution par rapport à 1990 (87,8 %).
La répartition détaillée en 2018 est la suivante : terres arables (47,7 %), prairies (37 %), forêts (9,3 %), zones urbanisées (3,2 %), zones agricoles hétérogènes (2,2 %), mines, décharges et chantiers (0,5 %).
L'évolution de l’occupation des sols de la commune et de ses infrastructures peut être observée sur les différentes représentations cartographiques du territoire : la carte de Cassini (XVIIIe siècle), la carte d'état-major (1820-1866) et les cartes ou photos aériennes de l'IGN pour la période actuelle (1950 à aujourd'hui).

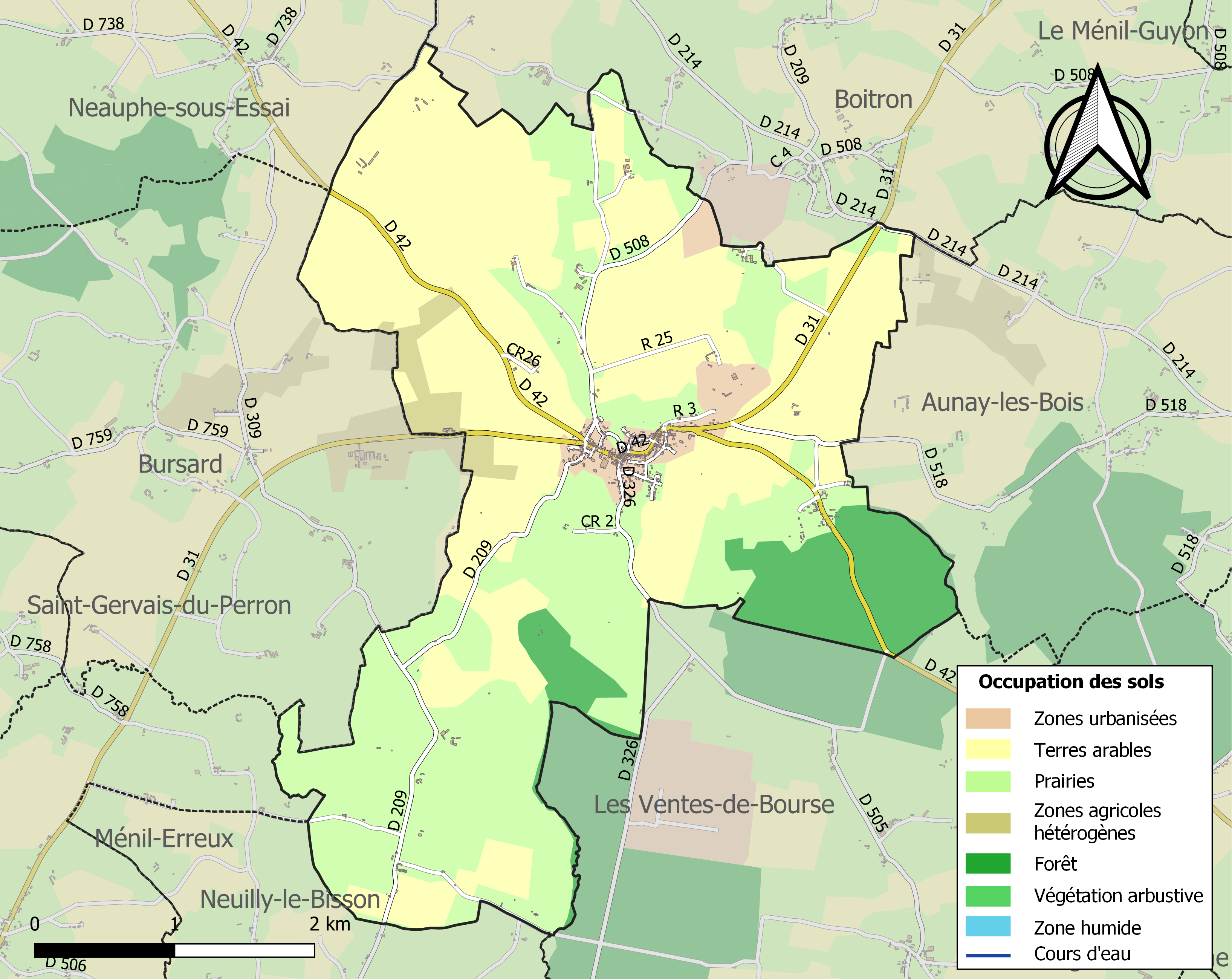
Carte des infrastructures et de l'occupation des sols de la commune en 2018 (CLC).

## Toponymie
Essay s’est également orthographié Essai, cette orthographe a été maintenue dans la commune voisine de Neauphe-sous-Essai.
Le toponyme est issu d'un anthroponyme roman tel qu'Essius, ou Accius, suivi du suffixe "-acum" francisé en "-ay". Ce terme désigne le domaine d'Essius (ou d'Accius).
Le gentilé est Essuin.

## Histoire
Essay est citée en 854 lors d’une mission de missi dominici. Dans le hameau, il y avait des chaumières mais encore pas d’église.
Essay était entouré de forêts. À l’est, il y avait la forêt de Bourse (Essay, Bursard et Saint-Léger) jointe au massif d’Écouves. Au sud de la Sarthe, la forêt de Blavou, jointive à celle du Perche et de Perseigne, aujourd’hui disparue. La Sarthe était une zone marécageuse avec peu de points de passage ; des gués à Alençon, à Saint-Léger et à Saint-Paul, des ponts en bois au Mêle et à Alençon.
Autour d’Essay, il y avait des grandes voies de circulation. À l’ouest l’axe sud-nord Le Mans-Rouen par Alençon et Sées (à l’époque Alençon était une bourgade et Sées une cité avec une cathédrale). Au nord, le chemin « haussé normand » (Caen, Argentan, Sées, Courtomer, Tourouvre).
Essay était traversée par deux voies de communications. L’axe stratégique est-ouest de la seigneurie de Bellême (Bellême à Sées par le Mêle et Essay/Boitron). Le chemin nord-sud le long de la Vézone depuis le chemin « haussé normand » ; il franchissait sans doute la Sarthe à un gué à côté de la motte de Saint-Paul-sur-Sarthe.
L’église a probablement été construite entre 1020-1035. En effet l’église Saint-Pierre et sa dime ont été données à l’abbaye de Lonlay par Guillaume Ier de Bellême (mort entre 1027 et 1035) L’abbaye de Lonlay a été fondée en 1020.
Guillaume Ier de Bellême, de la puissante famille des Bellême, contrôle la forêt de Bourse vers 1025. Il accorde le droit de bourgeoisie aux habitants, ce qui traduit l’importance d’Essay ; un bourg est un centre économique, un centre de production et d’échanges avec des marchands et des artisans.
Guillaume Ier de Bellême fait ériger une forteresse sur la colline « Fortissima castella ».
Les fortifications étaient certainement importantes. Après la conquête de la Normandie, le roi de France Philippe Auguste a obtenu le droit de les démanteler. On ne sait pas s’il l’a fait. Le défrichement de la forêt de Bourse était en plein essor en 1060.
Les ouvrages d’Essay, de Saint-Léger, du Mêle et de Boitron soutenaient le défrichement.
Pour réaliser ce travail et exploiter les nouvelles terres, on faisait venir des colons en leur offrant des conditions intéressantes.
Les fortifications d’Essay et de Boitron assuraient également la protection de Sées. À proximité de l’église, il y aurait eu une motte ou une maison forte désignée « la Garenne ». Sur le cadastre napoléonien, on voit des morceaux de fossés circulaires. Un Guillaume de la Garenne est cité en 1209.
Masselin d’Essay (Mascelinus de Auxe) est cité vers 1047 et en 1092, Guérin d’Essay (Guarinus de Esseio) à la fin du XIe ou au début du XIIe siècle.
Le fief s’étendait sur Essay, Bursard, Boitron.
L'évêque de Bayeux mentionne en 1088 le château fort comme l'une des forteresses les plus considérables appartenant à la maison de Bellême. À partir du règne de Philippe Auguste (1180-1223) le domaine d'Essay relève directement du roi.
En 1159, Guillaume III de Bellême confirme la dîme des moulins d’Essay à Saint-Martin de Sées. La chapelle Saint-Laurent du château est citée en 1166. Une léproserie à la Maladrerie vers Montperroux est citée au XIIIe siècle.
Vers 1361, Pierre II comte d'Alençon, fait entourer la ville d'épaisses murailles et de profonds fossés. Essay devient alors une « ville close ».
Pour s’attacher une clientèle de fidèles, Pierre II crée la confrérie Notre-Dame de Montperroux. Cette confrérie sera importante jusqu’à la bataille d'Azincourt (1415). En 1448, Marc Malart, page de Charles VI, profitant que les Anglais qui tiennent la place s'ébattent dans l'étang d'Ave, après avoir jeté à l'eau les armes des Anglais, court à la ville et au château et s'y installe fermant les portes. Jean d'Alençon s'y enfermera également.
En 1489, le château, en grande partie détruit pendant la guerre de Cent Ans, est restauré. Il est repris en 1590 aux Ligueurs par les armées du roi et Henri IV ordonne sa destruction, mais revient ensuite sur cette décision. En 1598, les États de Normandie dénoncent encore au roi le château d'Essay comme un « repaire de brigandage ».
Durant la Révolution (de 1790 au 8 pluviôse an IX (28 janvier 1801), Essay est chef-lieu de canton. La commune absorbe Mont-Perroux en 1811 au sud-est de son territoire et Echuffley en 1840 au sud-ouest.
Lors de la bataille de Normandie, Essay est libérée le 12 août 1944. Un odonyme (rue du 12-Août-1944) rappelle cet évènement de la Seconde Guerre mondiale.

## Politique et administration
Le conseil municipal est composé de quinze membres dont le maire et deux adjoints.

## Population et société

### Démographie
L'évolution du nombre d'habitants est connue à travers les recensements de la population effectués dans la commune depuis 1793. Pour les communes de moins de 10 000 habitants, une enquête de recensement portant sur toute la population est réalisée tous les cinq ans, les populations de référence des années intermédiaires étant quant à elles estimées par interpolation ou extrapolation. Pour la commune, le premier recensement exhaustif entrant dans le cadre du nouveau dispositif a été réalisé en 2008.
En 2022, la commune comptait 543 habitants, en évolution de +3,23 % par rapport à 2016 (Orne : −3,21 %, France hors Mayotte : +2,11 %).
Essay a compté jusqu'à 1 005 habitants en 1841.
| 1793 | 1800 | 1806 | 1821 | 1836 | 1841  | 1846 | 1851  | 1856 |
| ---- | ---- | ---- | ---- | ---- | ----- | ---- | ----- | ---- |
| 721  | 719  | 717  | 782  | 823  | 1 005 | 936  | 1 000 | 950  |

| 1861 | 1866 | 1872 | 1876 | 1881 | 1886 | 1891 | 1896 | 1901 |
| ---- | ---- | ---- | ---- | ---- | ---- | ---- | ---- | ---- |
| 960  | 995  | 910  | 875  | 770  | 722  | 693  | 702  | 636  |

| 1906 | 1911 | 1921 | 1926 | 1931 | 1936 | 1946 | 1954 | 1962 |
| ---- | ---- | ---- | ---- | ---- | ---- | ---- | ---- | ---- |
| 621  | 630  | 555  | 561  | 551  | 573  | 620  | 562  | 517  |

| 1968 | 1975 | 1982 | 1990 | 1999 | 2006 | 2008 | 2013 | 2018 |
| ---- | ---- | ---- | ---- | ---- | ---- | ---- | ---- | ---- |
| 523  | 461  | 500  | 516  | 500  | 513  | 522  | 537  | 536  |

| 2022 | - | - | - | - | - | - | - | - |
| ---- | - | - | - | - | - | - | - | - |
| 543  | - | - | - | - | - | - | - | - |

| 1793 | 1800 | 1806 |
| ---- | ---- | ---- |
| 80   | 89   | 99   |

| 1793 | 1800 | 1806 | 1821 | 1836 |
| ---- | ---- | ---- | ---- | ---- |
| 160  | 151  | 140  | 144  | 117  |

### Sports et loisirs
Essay abrite l'un des plus anciens circuits de rallycross de France qui accueille une demi-douzaine de courses par an (Championnat de France de rallycross et d'Europe, supermotard, fol'car) organisées par l'ASA (Association sportive automobile) des Ducs et l'ASM (Association sportive moto) des Ducs. Il y a aussi une piste de karting aux normes internationales recevant des courses de niveau européen qui se trouve à Aunay-les-Bois à cinq minutes en voiture à partir du circuit de rallycross d'Essay. En 2011, le club K61 a organisé sous l'égide de la fédération une manche du Championnat du Monde de Karting.

## Culture locale et patrimoine

### Lieux et monuments
- La chapelle des ducs d'Alençon, ancienne chapelle castrale, dédiée à Marguerite de Lorraine, qui aurait été construite en 1166, comporte des restes de fondations d'une villa gallo-romaine et un jardin d'inspiration médiévale. La chapelle et la motte féodale sont inscrites au titre des monuments historiques par arrêté du 10 juin 1975[41].

Les vestiges de l'ancien château fort sont situés sur le bord de la Vésone. La place est ruinée avant 1616,.
- Le château de Beaufossé, du XIXe siècle, inscrit au titre des monuments historiques par arrêté du 8 avril 2008[44].
- L'église Saint-Pierre-et-Saint-Paul du XIe siècle, rue Rœderer. Elle abrite des fonts baptismaux du XIIe et un christ en croix du XVe classés au titre objet[45],[46].
- L'abbaye augustinienne Sainte-Marie-Madeleine (1519) pour femmes, rue de l'Abbatiale.
- L'hôtel Guéroust de Boisgervais, place Valazé.
- La maison d'Avesgo d'Ouilly, rue du Château.
- Les jardins de la Bonnerie.
- Château de Villiers, du XVIIe siècle.

### Patrimoine culturel

#### Boudin blanc
Créée en 1975, la confrérie des Compagnons du boudin blanc d'Essay travaille à la renommée de cette spécialité culinaire en organisant un chapitre annuel le dernier samedi de février et un concours national du meilleur boudin blanc devenu en 2009 international, doublé depuis plusieurs années d'un concours Créativité, l'ensemble accueillant plus de deux cents participants. La Confrérie organise aussi un concours national de boudin blanc truffé le dernier dimanche de janvier.
Le premier Concours national du boudin blanc a été organisé en 1973 ; 2017 est l'année du quarantième-cinquième concours.

### Personnalités liées à la commune
- Jean d'Essay (né à Essay, mort en 1274), évêque de Coutances.
- Marie-Françoise d'Angoulême (1631-1696), duchesse d'Angoulême, s'est retirée dans l'abbaye d'Essay.
- Claude du Moulinet (Essay, 1661 - 1728), dit l'abbé des Thuilleries, historien et érudit.
- François Robichon de La Guérinière (Essay, 1687 - 1751), écuyer.
- Charles Éléonor Dufriche-Valazé (1751-1793), avocat auteur du trait novateur des Loix pénales, maire d'Essay, conventionnel célèbre pour s'être poignardé à l'énoncé du verdict le condamnant à mort avec les Girondins.
- Pierre-Louis Roederer (1754-1835), avocat, journaliste, dramaturge et homme politique, maire d'Essay en 1830.
- Éléonor-Zoa Dufriche de Valazé (Essay (Genettes), 1780 - 1838), fils de Charles Éléonor Dufriche-Valazé, général de division du génie.
- Alain Corbin (né en 1936), historien, dont la famille maternelle est originaire de la commune.